# Amblyopone aberrans
Amblyopone aberrans é uma espécie de formiga do gênero Amblyopone.